# NGC 4397
NGC 4397 је тројна звезда у сазвежђу Береникина коса која се налази на NGC листи објеката дубоког неба.
Деклинација објекта је + 18° 18' 6" а ректасцензија 12h 25m 58,2s. Привидна величина (магнитуда) објекта NGC 4397 износи 12,4.